# Connie Britton
Connie Britton, születési nevén Constance Elaine Womack (Boston, 1967. március 6. –) amerikai színésznő. 
A Péntek esti fények című sorozatban Tami Taylor szerepéről lett ismert, mellyel két Primetime Emmy-jelölést kapott. 2011-ben Vivien Harmon szerepét játszotta az FX Amerikai Horror Story című sorozatának első évadában, amelyért szintén jelölték ugyanerre a díjra. Az Amerikai Horror Story nyolcadik évadában ismét eljátszotta ezt a szerepet. Később Rayna Jaymes country-énekesnő szerepében tűnt fel a Nashville című sorozatban, újabb Emmy-jelölést szerezve.

## Fiatalkora
Constance Elaine Womack néven született Bostonban, Linda Jane és Edgar Allen Womack Jr. gyermekeként. Apja fizikus volt, illetve egy energiacég vezetője. A marylandi Rockville-ben nőtt fel. Hétéves korában szüleivel és ikertestvérével, Cynthiával együtt a virginiai Lynchburgbe költözött, ahol az E. C. Glass High Schoolban tanult. Tanulmányait a Dartmouth Főiskolán és a Beijing Normal Universityn folytatta. 1989-ben diplomázott. Ekkor New Yorkba költözött, ahol két évig tanult a Neighborhood Playhouse School of the Theatre iskolában Sanford Meisnerrel.

## Magánélete
A Dartmouth College-en ismerkedett meg John Britton bankárral. 1989-ben Manhattanbe költöztek, 1991-ben összeházasodtak, majd 1995-ben elváltak. Az 1980-as években egy kis ideig Pekingben élt Kirsten Gillibranddel, a későbbi amerikai szenátorral. 2011-ben örökbe fogadott egy etióp kisfiút. 2012-ben Nashville-be költözött, amikor elvállalta az ugyanilyen című televíziós sorozat főszerepét.
2023 januárjában megerősítette, hogy kapcsolatban áll David Windsor televíziós producerrel.

## Filmográfia

### Film
| Év   | Magyar cím                            | Eredeti cím                               | Szerep                  | Magyar hang        |
| ---- | ------------------------------------- | ----------------------------------------- | ----------------------- | ------------------ |
| 1995 | A McMullen fivérek                    | The Brothers McMullen                     | Molly McMullen          |                    |
| 1998 | Ne nézz vissza!                       | No Looking Back                           | Kelly                   |                    |
| 2001 | Az utca törvénye                      | One Eyed King                             | Helen Reilly            | Fullajtár Andrea   |
| 2001 | A fantomfestő                         | The Next Big Thing                        | Kate Crowley            |                    |
| 2004 |                                       | Looking for Kitty                         | Marcie Petracelli       |                    |
| 2004 | Péntek esti fények                    | Friday Night Lights                       | Sharon Gaines           | Árkosi Kati        |
| 2005 |                                       | Special Ed                                | Abby                    |                    |
| 2005 | Életmentő                             | The Life Coach                            | Connie                  |                    |
| 2006 |                                       | The Lather Effect                         | Valinda                 |                    |
| 2006 |                                       | The Last Winter                           | Abby Sellers            |                    |
| 2009 | Csajok a pácban                       | Women in Trouble                          | Doris Hunter            |                    |
| 2010 | Rémálom az Elm utcában                | A Nightmare on Elm Street                 | Dr. Gwendoline Holbrook | Román Judit        |
| 2011 |                                       | Conception                                | Gloria                  |                    |
| 2012 |                                       | Wing It Parenthood (rövidfilm)            | Sharon Shoshonnesy      |                    |
| 2012 | Míg a világvége el nem választ        | Seeking a Friend for the End of the World | Diane                   | Kisfalvi Krisztina |
| 2012 |                                       | The Fitzgerald Family Christmas           | Nora Fitzgerald         |                    |
| 2013 | Angyalok éneke                        | Angels Sing                               | Susan Walker            | Horváth Lili       |
| 2013 | Kamatylista                           | The To Do List                            | Jean Klark              |                    |
| 2014 | Itthon, édes otthon                   | This Is Where I Leave You                 | Tracy Sullivan          | Zakariás Éva       |
| 2015 | Én, Earl és a csaj, aki meg fog halni | Me and Earl and the Dying Girl            | Marla Gaines            | Frajt Edit         |
| 2015 | BeSZERvezve                           | American Ultra                            | Victoria Lasseter       | Fehér Anna         |
| 2017 | Beatriz, mint vendég                  | Beatriz at Dinner                         | Kathy                   | Vándor Éva         |
| 2017 | Marston professzor és a csodanők      | Professor Marston and the Wonder Women    | Josette Frank           | Ősi Ildikó         |
| 2018 |                                       | The Land of Steady Habits                 | Barbara                 |                    |
| 2019 |                                       | The Mustang                               | pszichológus            |                    |
| 2019 | Botrány                               | Bombshell                                 | Beth Ailes              | Spilák Klára       |
| 2020 | Ígéretes fiatal nő                    | Promising Young Woman                     | Dean Elizabeth Walker   | Spilák Klára       |
| 2020 |                                       | Joe Bell                                  | Lola Bell               |                    |
| 2022 |                                       | Breaking                                  | Lisa Larson             |                    |
| 2022 | Szerencse lánya                       | Luckiest Girl Alive                       | Dina                    | Bertalan Ágnes     |
| 2024 |                                       | Winner                                    | Billie Winner           |                    |
| 2025 | Álomlista                             | The Life List                             | Elizabeth               | Spilák Klára       |

### Televízió
| Év        | Magyar cím                                 | Eredeti cím                                       | Szerep                | Megjegyzések                                           |
| --------- | ------------------------------------------ | ------------------------------------------------- | --------------------- | ------------------------------------------------------ |
| 1995      |                                            | Pins and Needles                                  | Cammie Barbash        | eladatlan próbaepizód                                  |
| 1995–1996 |                                            | Ellen                                             | Heather Clarke        | 3 epizód                                               |
| 1996      | Peren kívül                                | Escape Clause                                     | Leslie Bullard        | tévéfilm                                               |
| 1996–2000 | Kerge város                                | Spin City                                         | Nikki Faber           | 100 epizód                                             |
| 1998      | Ámor nyila                                 | Cupid                                             | Madeleine             | 1 epizód                                               |
| 2000–2001 | A szökevény                                | The Fugitive                                      | Maggie Kimble Hume    | 3 epizód                                               |
| 2001      |                                            | The Fighting Fitzgeralds                          | Sophie Fitzgerald     | 10 epizód                                              |
| 2001      | Az elnök emberei                           | The West Wing                                     | Connie Tate           | 4 epizód                                               |
| 2001      |                                            | Child Star: The Story of Shirley Temple           | Gertrude Temple       | tévéfilm                                               |
| 2003      |                                            | Lost at Home                                      | Rachel Davis          | 6 epizód                                               |
| 2005      |                                            | Life as We Know It                                | Dianne                | 1 epizód                                               |
| 2006      | 24                                         | 24                                                | Diane Huxley          | 6 epizód                                               |
| 2006–2011 | Friday Night Lights – Tiszta szívvel foci  | Friday Night Lights                               | Tami Taylor           | 76 epizód                                              |
| 2011      | Amerikai Horror Story: A gyilkos ház       | American Horror Story: Murder House               | Vivien Harmon         | 12 epizód                                              |
| 2012–2018 | Nashville                                  | Nashville                                         | Rayna Jaymes / önmaga | 98 epizód                                              |
| 2013      | Tömény történelem                          | Drunk History                                     | Patricia Shaheen      | 1 epizód                                               |
| 2014      | Family Guy                                 | Family Guy                                        | önmaga (hangja)       | 1 epizód                                               |
| 2016      | American Crime Story: Az O. J. Simpson-ügy | The People v. O. J. Simpson: American Crime Story | Faye Resnick          | 2 epizód                                               |
| 2017      | Amerikai fater                             | American Dad!                                     | önmaga (hangja)       | 1 epizód                                               |
| 2017–2019 | SMILF                                      | SMILF                                             | Ally                  | - 7 epizód - magyar hangja: - Spilák Klára             |
| 2018      | Amerikai Horror Story: Apokalipszis        | American Horror Story: Apocalypse                 | Vivien Harmon         | 1 epizód                                               |
| 2018      | Aljas John                                 | Dirty John                                        | Debra Newell          | 8 epizód vezető producer                               |
| 2018–2020 | 911 L.A.                                   | 9-1-1                                             | Abby Clark            | főszereplő (1. évad) vendégszereplő (3. évad)          |
| 2020      |                                            | Make It Work!                                     | önmaga                | különkiadás                                            |
| 2021      | A Fehér Lótusz                             | The White Lotus                                   | Nicole Mossbacher     | - főszereplő (1. évad) - magyar hangja: - Spilák Klára |
| 2022–     |                                            | Mamas                                             | narrátor              | dokumentumsorozat vezető producer                      |
| 2023      | Kedves Edward                              | Dear Edward                                       | Dee Dee               | főszereplő                                             |